# Bianca Castafiore
Bianca Castafiore (italijanska izgovorjava: [ˈbjanka ˈkastaˈfjore]), "Milanski slavček" (francosko le Rossignol milanais), je izmišljen lik Tintina in njegovih pustolovščin, serije stripov belgijskega karikaturista Hergéja. Je operna pevka, ki še posebej jezi kapitana Haddocka, ko se pojavlja v pustolovščini za pustolovščino. Castafiore je komično prikazana kot narcistična, muhasta, odsotna in zgovorna, zdi pa se tudi, da se ne zaveda, da je njen glas vreščeč in grozljivo glasen. Je tudi bogata, radodarna ter poleg železne volje ljubezniva.
Njeno osebno ime v italijanščini pomeni "bela" (ženska), njen priimek pa "čedna roža". Prvič se je pojavila leta 1939, a od 50-ih let dvajsetega stoletja naprej jo je Hergé delno preuredil po grški sopranistki Mariji Callas.

## Zgodovina lika
Komična italijanska operna diva prvič nastopi v Otokarjevem žezlu, poleg tega pa se pojavlja tudi v Sedmih kristalnih kroglah, Zadevi Sončnica, Primadoninih draguljih, Tintinu in gverilcih, Koksu na krovu, ter tudi v nedokončanem delu Tintin in Alph-Art. V Tintinu v deželi črnega zlata ter Tintinu v Tibetu jo vrtijo po radiju, kapitan Haddock pa si v Letu 714 za Sydney predstavlja njeno petje, ter v Odpravi na Luno omenja njeno znano arijo. Čeprav je menda ena vodilnih opernih pevk svoje generacije, je edino, kar Castafiore zapoje, nekaj vrstic njene prepoznavne arije, "Pesem o draguljih" (l'air des bijoux, iz Fausta), vedno pri ušesa parajočem zvoku (in z močno silo - vsekakor dovolj za puljenje kapitanovih las, pokanje kozarcev in za vetrič, tako močan, da bi lahko v operni loži razgrnil zaveso - "Nocoj je v dobrem glasu.").
Ko je na turnejah, običajno potuje s svojim klavirskim spremljevalcem Igorjem Wagnerjem in služkinjo Irmo.
V nasprotju s svojim slovesom vodilne operne pevke se v Sedmih kristalnih kroglah pojavi na tretjem mestu na varietejski predstavi, skupaj z metalcem nožev, čarovnikom in jasnovidcem. Upodobljena je kot predrzna, melodramatična diva, čeprav ima prijazno srce. V Zadevi Sončnica na primer preusmeri pozornost zlobnega polkovnika Sponsza, tako da lahko Tintin in kapitan Haddock pobegneta in rešita prijatelja Sončnico. Ponavljajoč se komični trop v seriji je Haddockova nenaklonjenost do Castafiore, ki se njegovega imena nikoli ne more spomniti (med drugimi ga je nagovorila kot Hammock, Paddock, Padlock, Hemlock, Hassock, Havoc, Maggot, Bartok in Bootblack). Tračevski novinarji so poročali o romanci in zaroki med Castafiore in Haddockom v Primadoninih draguljih, na fotografiji s Castafiore, ki nezadovoljnemu Haddocku razkazuje cvetove na vrtu. To je precej razočaralo kapitana, ne pa tudi dive, ki je bila takšnih izmišljotin rumenega tiska že precej vajena.
Castafiore sta nekoč lažno zaprla južnoameriški diktator general Tapioka in polkovnik Sponsz, da bi zvabila Sončnico, Haddocka in Tintina v San Teodoros, kjer so njim in Tapiokovemu tekmecu generalu Alkazarju pripravili smrtonosno past. Njihova zvijača se je izjalovila, med drugim tudi zato, ker je Castafiore izrazila prezir nad njenim zrežiranim sodnim procesom z njeno prepoznavno izvedbo pesmi o draguljih. Sodišče je bilo treba izprazniti. V zaporu so še bolj trpeli Castafiorini ječarji, saj je v njih metala testenine, ker jih niso skuhali al dente. 

## Ozadje lika in njegovi vplivi
Opera je bila ena od Hergéjevih nevšečnosti. "Opera me dolgočasi, na mojo veliko sramoto. Še več, spravlja me v smeh," je priznal Hergé. In tako je, morda ne presenetljivo, ustvaril arhetipsko pevko, ki bralca nasmeji.
Čeprav je la Castafiore očitno Italijanka, je njena priljubljena arija iz francoske opere (Faust je sestavil Charles Gounod) in ne Verdijeve, Puccinijeve, Bellinijeve ali Donizettijeve opere, kar bi lahko pričakovali od zvezde La Scale. Faust in še posebej ta arija je bila v Hergéjevem času ena izmed najbolj znanih oper. Poleg tega je izbira te arije namerno komična. Hergé prikazuje upodobljeno, starajočo se, bleščečo in povsem egocentrično operno divo kot Margareto, sliko nedolžnosti, ki se je v ogledalu navdušila nad svojo podobo, s pogosto ponavljanim citatom: Ah! Radujem se, brez ogledala bi ne vedela kako, sem zala!.
Bianco Castafiore upodablja Kim Stengel v filmu iz leta 2011 Tintin in njegove pustolovščine: Samorogove skrivnosti, ki združuje zaplete iz več knjig. Pevski glas je priskrbela Renée Fleming. Čeprav Castafiore v Hergéjevih knjigah vedno poje njeno prepoznavno arijo, v filmu zapoje drugačno arijo, "Je veux vivre ..." iz Gounodove opere Romeo et Juliette. Nenavadno je začetek arije (ki ga igra nevidni orkester) uvod v še eno arijo, "Una voce poco fa", iz Rossinijevega Seviljskega brivca.
Asteroid 1683 Castafiore, odkrit leta 1950, je poimenovan po liku.
Bianca Castafiore naj bi bila navdihnjena po Hergéjevi lastni babici - Hergé je verjel, da je njegov oče nezakonski sin belgijskega kralja Leopolda II., a resnico bi lahko vedela le njegova babica. Dodal je prefinjene reference, kot so opere, ki jih je pela Bianca, sklicujoč se na takšne zgodbe.

### Citati
1. ↑  »Non,la Castafiore ne chante pas faux, c'est la Callas en BD«. FIGARO. 20. september 2015. Pridobljeno 14. avgusta 2019.
2. ↑  »Les Aventures de Tintin - Bianca Castafiore«. en.tintin.com (v angleščini). Pridobljeno 11. septembra 2018.
3. ↑  https://www.lambiek.net/artists/h/herge.htm
4. ↑  Kim Stengel at IMDb.com
5. ↑  Phillips, Sarah; Kingsley, Patrick (18. oktober 2011). »Tintin v Asterix : An interview«. The Guardian. Pridobljeno 10. marca 2014.
6. ↑  Screech, Matthew (2005). Masters of the Ninth Art: Bandes Dessinées and Franco-Belgian Identity. Liverpool: Liverpool University press. str. 35. ISBN 085323938X.